# Bandeira de Guarabira
A bandeira de Guarabira é um dos símbolos oficiais do município de Guarabira, estado da Paraíba, Brasil.
Foi adotada através da Lei Municipal nº 57, de 1976.